# 完工站
完工站是位于内蒙古自治区陈巴尔虎旗呼和诺尔镇完工嘎查的一个铁路车站，邮政编码21022。车站建于1901年，有滨洲铁路经过该站，现办理客运货运业务，车站及其上下行区间均未电气化。车站距离哈尔滨站811公里，隶属哈尔滨铁路局，是四等站。